# 어업령
어업령(漁業令, 메이지 44년 제령 제6호)은 1911년에 일제가 일본인을 중심으로 어장을 재편성하여 일본인들의 어업활동을 적극 지지하기 위해 공포한 제령이다. 일찍부터 한국 어장에 침투한 일본 어민은 조선 총독부의 이같은 후원하에 한국의 어장을 독점하였다. 이에 어업권 회복과 그 수호를 위한 어민의 항쟁이 전국 어장을 중심으로 치열하게 전개되었다.